# ليجو مايندستورمز اي في 3
ليجو مايندستورمز اي في 3 هو الجيل الثالث الذي يلي الروبوت ليجو مايندستورمز إن إكس تي وهو من إنتاج شركة ليجو LEGO

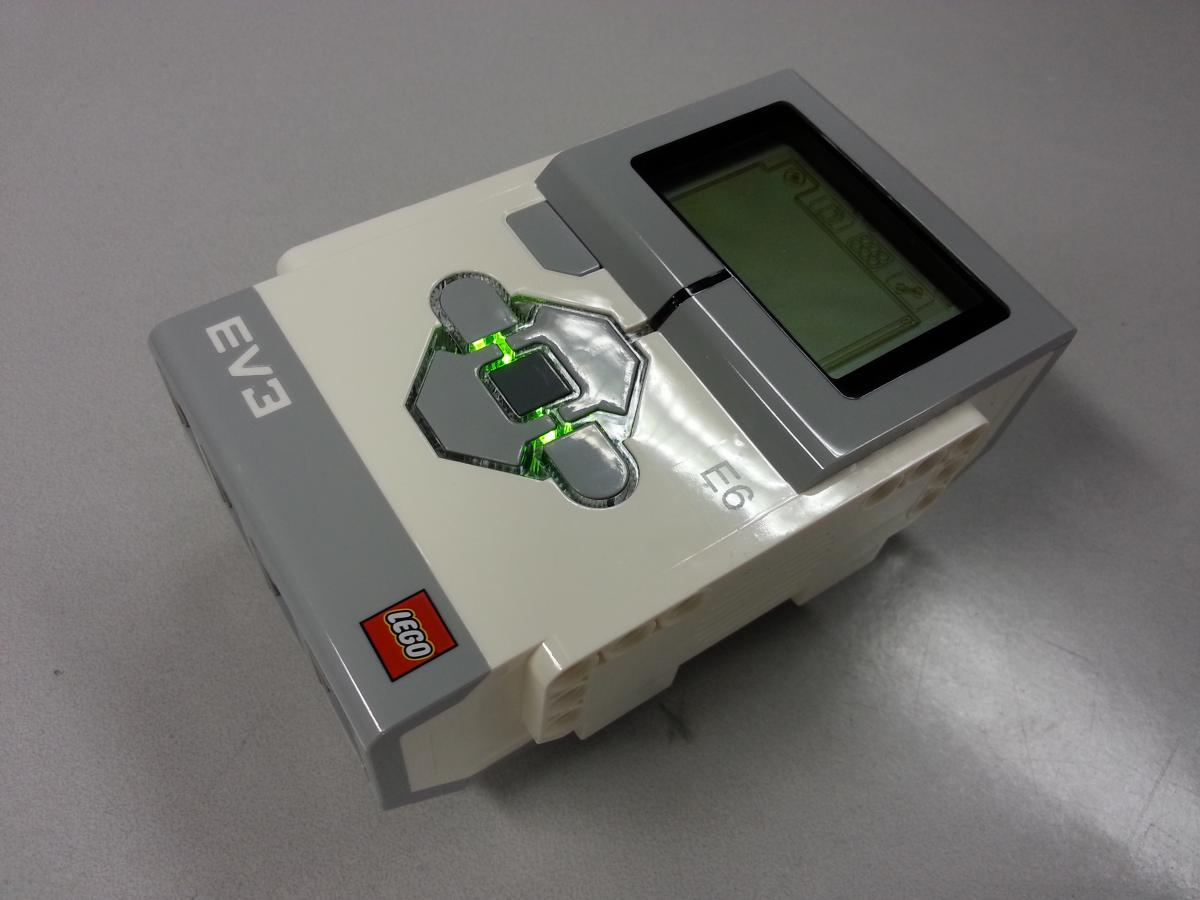
قالب ليجو ماينستورمز 3

.

## لمحة عامة
|                           | EV3                                                 | NXT                                      |
| ------------------------- | --------------------------------------------------- | ---------------------------------------- |
| طريقة العرض               | Monochrome LCD 178 x 128 pixels                     | Monochrome LCD 100 x 64 pixels           |
| المعالج الرئيسي           | 300 MHz Texas Instruments Sitara AM1808 (ARM9 core) | 48 MHz أتمل AT91SAM7S256 (ARM7TDMI core) |
| Main Memory               | 64 MB RAM 16 MB Flash سكيور ديجيتال Slot            | 64 KB RAM 256 KB Flash                   |
| يو اس بي Host Port        | نعم                                                 | لا                                       |
| واي فاي                   | Optional dongle via USB port                        | لا                                       |
| البلوتوث                  | نعم                                                 | نعم                                      |
| Connects to Apple devices | نعم                                                 | لا                                       |

## التوافق
جميع الحساسات والمحركات ووحدات البناء الخاصة بالجيل الثاني من الروبوت تتوافق مع الجيل الثالث، بينما لا تعمل حساسات الجيل الثالث مع الجيل الثاني